# Martin Kurel
Martin Kurel (27. ledna 1961 – 4. července 2019) byl český scénograf a filmový architekt. 

## Život
Vystudoval scénografii na DAMU.

## Ocenění
Byl pětkrát nominován na Českého lva za práci na filmech Postel (1998), 3 sezóny v pekle (2009), Wilsonov (2015), Hodinářův Učeň (2019), Poslední Aristokratka (2019) a Marie Terezie II (2020). V roce 2016 získal za práci na francouzsko-česko-belgickém filmu Marguerite cenu César (za nejlepší výpravu) a stal se tak druhým Čechem oceněným touto cenou.